# タクロリムス軟膏

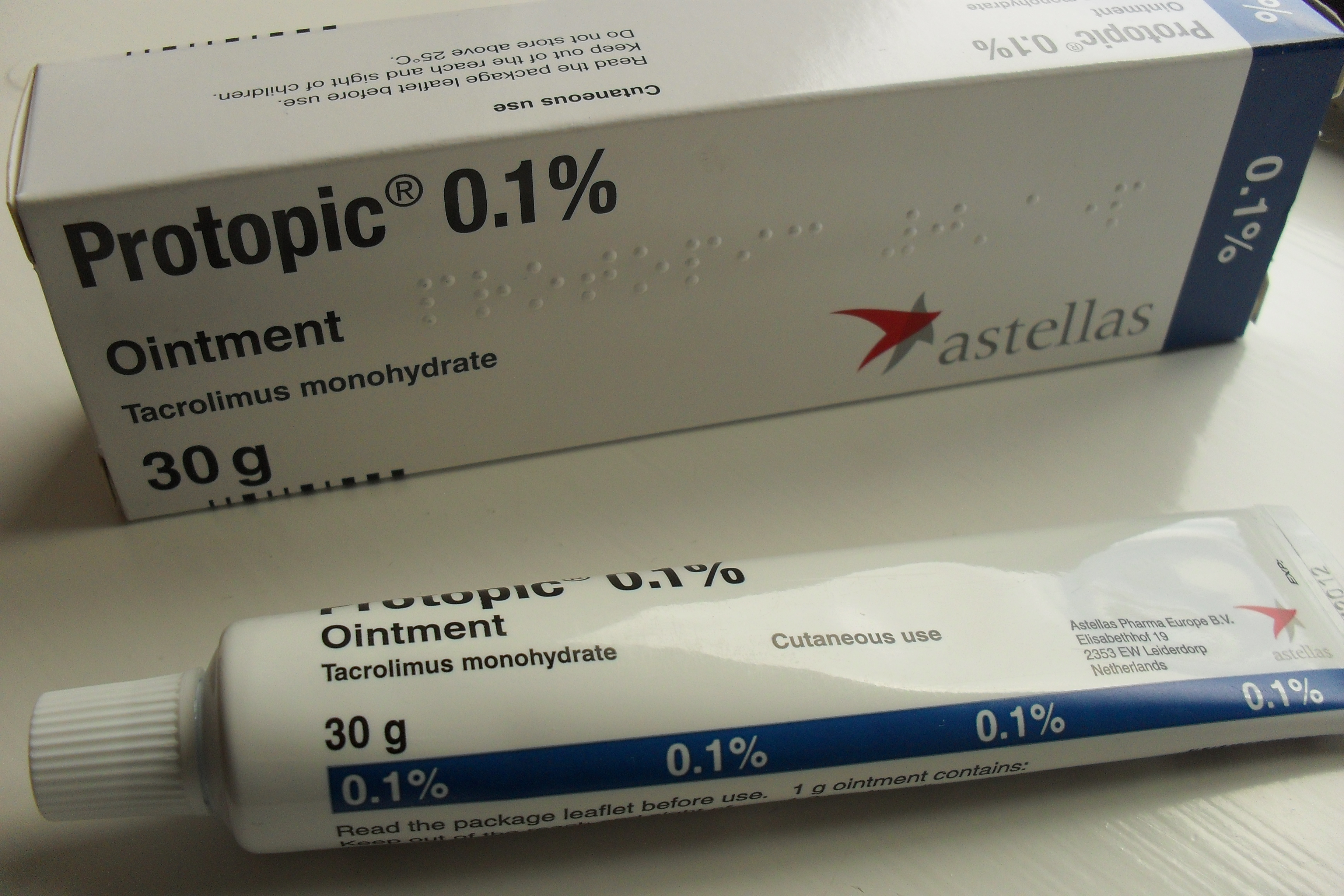
タクロリムス軟膏0.1%

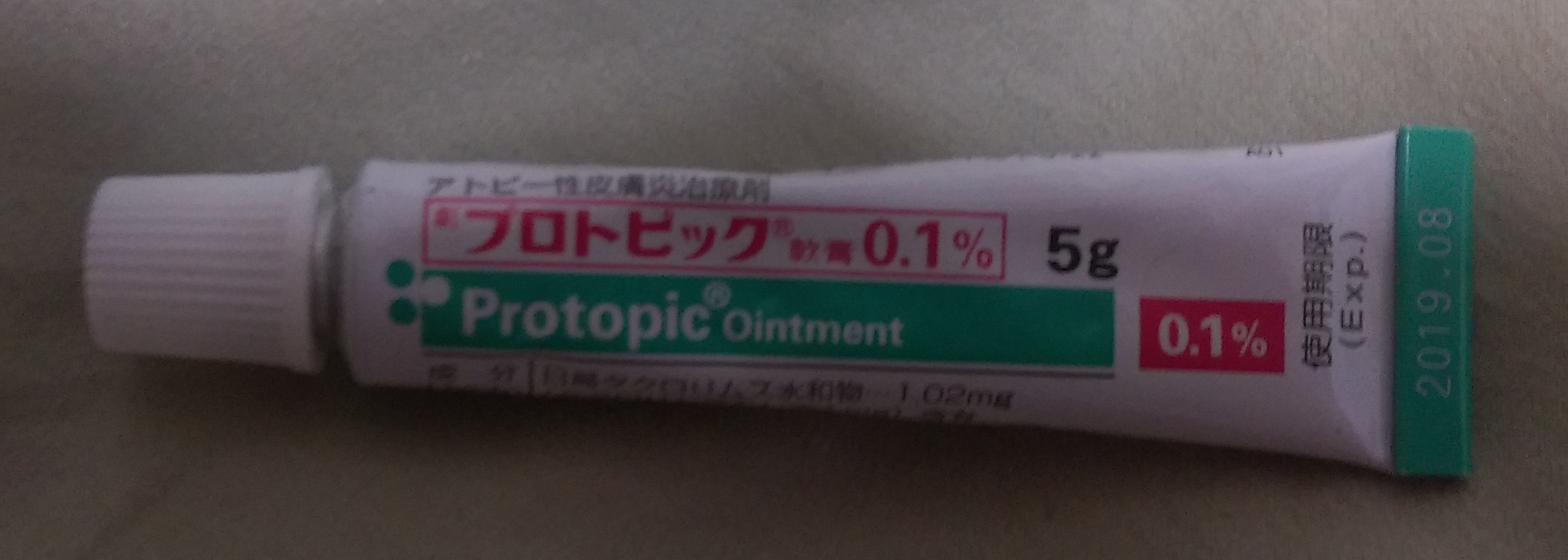
プロトピック軟膏 日本での軟膏の例

タクロリムス軟膏（タクロリムスなんこう、英: Tacrolimus ointment）とは、免疫抑制剤のタクロリムスを、アトピー性皮膚炎治療の外用剤に配合した軟膏である。1999年11月に藤沢薬品工業から「プロトピック軟膏」として、世界最初の製品が発売されたあと、後発医薬品も発売されている。副作用として皮膚刺激感は生じやすく、免疫抑制であることから皮膚感染症が起こることもある。

## 有効性
日本皮膚科学会が定める2016年の『アトピー性皮膚炎診療ガイドライン』では、「現時点において、アトピー性皮膚炎の炎症を十分に鎮静しうる薬剤で、有効性と安全性が科学的に十分に検討されている薬剤は、ステロイド外用薬とタクロリムス軟膏」と記載されており、ステロイド外用薬とタクロリムス軟膏は、アトピー性皮膚炎治療の2本柱となっている。

## 開発
1999年世界に先駆けて日本で発売され、2001年アメリカ合衆国で発売、2014年時点で世界75か国で使用されている。1984年に藤沢薬品工業が、筑波山の土壌から採取した放線菌の代謝産物から、新規医薬品の探索中に発見した。

## 特徴
タクロリムス軟膏は、ステロイド外用薬の「ミディアムからストロング」と同等の効果がある。タクロリムス軟膏の分子量は800であり、正常皮膚からの吸収目安である分子量500より大きい。そのため、タクロリムス軟膏はステロイド外用剤と異なり、バリア機能が破壊された皮膚のみ吸収され、正常皮膚からは吸収されない。この理由から、ステロイド外用剤で見られる皮膚の菲薄化の副作用がなく、ステロイド外用薬で鎮静化した皮膚にタクロリムス軟膏を用いることで、長期の再燃予防を目指すことができる

## 副作用
タクロリムスではステロイド皮膚症のような皮膚萎縮や毛細血管拡張の副作用はないが、1年の使用で8割に見られた頻繁な副作用は刺激感であり、2割に見られた副作用は皮膚の感染症である。
唐辛子の成分であるカプサイシンを肌に塗るとサブスタンスPが生じる。
タクロリムス軟膏を塗ると、初期にヒリヒリとした灼熱感が生じる。これはサブスタンスPが遊離されることによる症状である。タクロリムスを塗り続けるとサブスタンスPは枯渇するため、灼熱感は減弱する。
タクロリムスは免疫抑制剤であるため、毛嚢炎（雑菌のためニキビのような症状）、カポジ水痘様発疹症のような皮膚感染症が起こることがあり、休薬や治療が必要となる。
極めて強い刺激感を生じ、生活に支障が出る可能性があるため、皮膚以外の部位（粘膜）あるいは外陰部や、掻き壊すなどして糜爛になった箇所に使用してはならない。また、前述のようなバリア機能が全くない箇所への使用では、吸収量が多くなりタクロリムスの血中濃度を高めるため、腎障害につながる危険性もある。